# كريستيان يلفيس
كريستيان يلفيس (بالإسبانية: Christian Jelves)‏ (22 يناير 1991 بسانتياغو في تشيلي - ) هو لاعب كرة قدم تشيلي في مركز الوسط. لعب مع أوداكس إيتاليانو وسان ماركوس دي أريكا ‏.

## روابط خارجية
- كريستيان يلفيس على موقع قاعدة بيانات كرة القدم.إي يو (الإنجليزية)
- كريستيان يلفيس على موقع AS.com (الإسبانية)